# 新美二郎
新美 二郎（にいみ じろう、1890年（明治23年）1月2日 - 1966年（昭和41年）1月21日）は、大日本帝国陸軍軍人。最終階級は陸軍少将。功四級。

## 経歴・人物
愛知県出身。1911年（明治44年）陸軍士官学校第23期卒業、陸軍歩兵少尉に任官。
1938年（昭和13年）7月に陸軍歩兵大佐・歩兵第163連隊長（北支那方面軍、第110師団、歩兵第133旅団）に任官し、支那事変に出征。京漢線沿線の警備や、冀西（河北省西部）、晋察冀辺などの作戦に参戦した。
その後、1941年（昭和16年）10月に奈良連隊区司令官を経て、大東亜戦争に入ると1943年（昭和18年）1月に第8独立守備隊長（関東軍、第3軍）に任官。同年3月に陸軍少将に昇進し、翌年の1944年（昭和19年）12月に関東軍兵事部長に転補され、新京で終戦を迎えた。
1948年（昭和23年）1月31日、公職追放仮指定を受けた。